# 元江羊蹄甲
元江羊蹄甲（学名：Bauhinia esquirolii）是豆科羊蹄甲属的植物，是中国的特有植物。分布于中国大陆的云南、贵州等地，生长于海拔970米至1,700米的地区，常生于山坡阳处疏林中，目前尚未由人工引种栽培。